# Alejandro Carvajal
Alejandro Carvajal (* 30. Januar 1973) ist ein chilenischer Poolbillardspieler.

## Karriere
2006 erreichte Carvajal bei der International Pool Tour einmal den 100. Platz sowie einmal den 121. Platz.
Bei der 9-Ball-WM desselben Jahres unterlag er in der Runde der letzten 64 dem Chinesen Li Hewen. 2007 schied er sieglos in der Vorrunde aus. Im August 2008 zog er zum dritten Mal in Folge ins Finale der Panamerikameisterschaft. Nachdem er 2006 und 2007 gegen seinen Landsmann Enrique Rojas verloren hatte, besiegte er nun den Venezolaner Jonny Martinez. Beim 9-Ball-Wettbewerb der World Games 2009 schied er im Achtelfinale gegen Marcus Chamat aus. Beim achten Turnier der Simonis Cloth Classic Tour 2013 erreichte Carvajal das Finale, verlor dieses jedoch gegen Justin Bergman. Bei der Panamerikameisterschaft 2013 gewann Carvajal durch einen Finalsieg gegen Jalal Yousef erstmals den Titel in der Disziplin 10-Ball. Beim Derby City Classic 2014 erreichte er beim 9-Ball-Mini-Turnier den dritten Platz und im One-Pocket-Wettbewerb den 33. Platz. Bei der 9-Ball-WM 2014 schied er in der Vorrunde aus. Bei den Panamerikameisterschaften 2014 und 2015 gelang es ihm, seine Titel im 10-Ball durch Finalsiege gegen Enrique Rojas beziehungsweise Gustavo Espinoza erfolgreich zu verteidigen. Im September 2015 schied er bei der 9-Ball-Weltmeisterschaft erneut in der Vorrunde aus. Im August 2016 wurde er im Finale gegen Frailin Guanipa erstmals Panamerikameister im 8-Ball.
2014 nahm Carvajal erstmals am World Cup of Pool teil. Gemeinsam mit Enrique Rojas bildete er das chilenische Doppel, das in der ersten Runde gegen die Philippiner Dennis Orcollo und Lee Van Corteza ausschied.

## Erfolge
| 9-Ball-Panamerikameister:  | 2008             |
| 10-Ball-Panamerikameister: | 2013, 2014, 2015 |
| 8-Ball-Panamerikameister:  | 2016             |